# Tumba de James Monroe
La tumba de James Monroe es el lugar de enterramiento del presidente estadounidense James Monroe en el cementerio de Hollywood, Richmond, en el estado de Virginia (Estados Unidos). La característica principal de la tumba es una jaula de hierro fundido arquitectónicamente inusual, diseñada por Albert Lybrock e instalada en 1859 después de que el cuerpo de Monroe fuera trasladado del New York City Marble Cemetery, en Nueva York. La tumba fue declarada Monumento Histórico Nacional en 1971 por su arquitectura única. Para los habitantes de Richmond se la conoce coloquialmente como The Birdcage.

## Descripción e historia

Vista frontal

La tumba de James Monroe está ubicada en el extremo sur del cementerio de Hollywood, en un lugar prominente rodeado por un camino circular y con vista al río James. El cuerpo de Monroe descansa en un sarcófago de granito simple que se encuentra sobre un pedestal de granito (plataforma). Alrededor del sarcófago hay una elaborada "jaula" de hierro fundido de estilo neogótico, que mide aproximadamente 2,7 x 4 m. Cada costado tiene una forma de arco ojival similar a la que se encuentra en la tracería de los vitrales góticos más grandes, con un patrón de rosetón en la parte superior. En los lados mayores, este arco principal está flanqueado por arcos estrechos. Las esquinas de la jaula tienen colonetas coronadas por estructuras en forma de tabernáculo. La parte superior de la jaula consta de elementos curvos conopiales que se encuentran en una aguja central. La tumba de otro presidente, John Tyler, se encuentra a pocos metros de distancia.
Monroe murió en Nueva York en 1831 y fue enterrado en el Marble Cemetery. En 1856, el gobernador de Virginia, Henry A. Wise, trató de repatriar sus restos a su estado natal. El estado asignó fondos y los restos fueron transportados a Richmond a bordo del barco de vapor Jamestown. La tumba, erigida en 1859, fue diseñada por el arquitecto alemán Albert Lybrock, y sus elementos de hierro fundido fueron fundidos por Wood y Perot de Filadelfia. Esta se considera arquitectónicamente significativa por la escala de su uso de hierro fundido, un material que no se usaba comúnmente en ese momento para ese propósito, y también por la delicadeza y el grado de extravagancia logrado en su creación, que no podría haber sido hecho en piedra.
En 2015, como parte de los planes para celebrar el 200 aniversario de la elección de Monroe como el quinto presidente de Estados Unidos, la tumba de Monroe recibió un cambio de imagen de 900 000 dólares del Departamento de Servicios Generales del estado de Virginia. Casi el cuarenta por ciento de la estructura de hierro fundido de la tumba fue reparada y volvió a tener un color más cercano a su estado original. La restauración tomó casi un año y se terminó en septiembre de 2016.